# Arena Sport
Arena Sport je sportski televizijski program koji je počeo emitirati svoj prvi program u Hrvatskoj 27. kolovoza 2010. godine. Drugi program (Arena sport 2) pokrenut je 4. rujna 2010. Arena sport u Hrvatskoj emitira 11 osnovnih kanala. U Srbiji se također emitiraju isti kanali, s povremeno drugačijom programskom shemom.
U Hrvatskoj, Arenasport se emitira preko HT-ovih usluga MAXtv, EVOtv i Iskon.TV na svim platformama (DVB-T2, DVB-S2 i IPTV), preko telekoma A1 te Telemacha i njihove usluge EON TV putem IPTV-a. Većina TV kanala emitira se na hrvatskom jeziku. Najvažniji sadržaj hrvatskih kanala je prijenos utakmica Francuske nogometne lige, Talijanske nogometne lige, Engleske nogometne lige, Španjolske nogometne lige, UEFA Europske lige, UEFA Konferencijske lige te utakmice NBA.
28. veljače 2019. godine Arena Sport predstavlja je svoj novi vizualni identitet.
Od 1. travnja 2021. godine, Arena Sport u Hrvatskoj pokreće četiri nova kanala: Arena Sport 7, Arena Sport 8, Arena Sport 9 i Arena Sport 10. Na novim kanalima emitirat će se završnica UEFA Lige prvaka za korisnike Hrvatskog telekoma, dok će se na mreži A1 Hrvatska navedeni sadržaj emitirati na PlanetSport kanalima. Vlasnik prava UEFA Lige prvaka do kraja sezone 2021. godine time je ustupio prava emitiranja korisnicma Hrvatskog telekoma, koji je ustupio mogućnost emitiranja Prve HNL i UEFA Europske lige mreži A1. Od 2. travnja 2025. godine kanali Arena Sport postaju sastavni dio IPTV ponude EON TV-a, operatera Telemach.
Vlasnik kanala Arena Sport je Telekom Srbija.

## Sadržaji TV kanala
- Arena Sport 1 – paleta Arena Sport sadržaja; kombinacija sportova i liga s posebnim fokusom na domaće lige i sportove, sva međunarodna natjecanja s hrvatskim klubovima i derbiji s NBA parketa
- Arena Sport 2 – primarno nenogometni sadržaj; od vrhunske košarke, rukometa i odbojke te posebnim fokusom na američki sport
- Arena Sport 3 – glavni nogometni kanal na kojem se emitiraju utakmice UEFA Europske lige, UEFA Europske Konferencijske lige i svih ostalih međunarodnih natjecanja
- Arena Sport 4 – glavni kanal za talijansku nogometu Seriu A te sekundarni kanal za europska nogometna natjecanja uz ragbi i tenis tokom godine
- Arena Sport 5 – regionalni kanal na kojem se emitira nogometna Superliga Srbije, emisija Kao Nekada, bosanskohercegovačka Premijer liga, a preko tjedna emitira se odbojka, rukometa kao i UEFA natjecanja u "europskim" tjednima
- Arena Sport 6 – nogometni kanal s velikim brojem europskih nogometnih liga, s posebnim naglaskom na Španjolsku nogometnu ligu, od Švicarske do Češke, Rumunjske i Škotske, uz poneki rukometni susret iz Bundeslige[7]
- Arena Sport 7 – nogometni kanal s prijenosima UEFA Lige prvaka te brojnim snimkama utakmica klubova iz UEFA-inih natjecanja
- Arena Sport 8 – glavni kanal za košarkašku NBA ligu uz brojne druge događaje
- Arena Sport 9 – paleta Arena Sport sadržaja
- Arena Sport 10 – paleta Arena Sport sadržaja

## Sadržaj sportskih prijenosa

### Nogomet
| Natjecanje                        | Detalji                            |
| --------------------------------- | ---------------------------------- |
| UEFA Liga prvaka                  | sve utakmice, odabrane u prijenosu |
| UEFA Europska liga                | sve utakmice, odabrane u prijenosu |
| UEFA Konferencijska liga          | sve utakmice, odabrane u prijenosu |
| Ligue 1                           | odabrane utakmice                  |
| Serie A                           | odabrane utakmice                  |
| Belgijska prva liga A             | odabrane utakmice                  |
| Copa do Brasil                    | odabrane utakmice                  |
| Njemački nogometni kup            | odabrane utakmice                  |
| Premijer liga Bosne i Hercegovine | odabrane utakmice                  |
| Nogometni kup Bosne i Hercegovine | odabrane utakmice                  |
| SuperLiga Srbije                  | odabrane utakmice                  |

### Košarka
| Natjecanje       | Detalji           |
| ---------------- | ----------------- |
| HT Premijer liga | odabrane utakmice |
| ABA liga         | odabrane utakmice |
| Druga ABA liga   | odabrane utakmice |
| NBA liga         | odabrane utakmice |

## Vanjske poveznice
- Službene stranice kanala ArenaSport
- TV raspored kanala ArenaSport